# 이이역
이이역(일본어: 飯井駅)은 일본 야마구치현 하기시에 위치한 서일본 여객철도 산인 본선의 철도역이다. 단선 승강장 1면 1선의 구조를 갖춘 지상역이다.

## 이용 현황
| 승차 인원 추이 | 승차 인원 추이 |
| 연도           | 1일 평균       |
| -------------- | -------------- |
| 1999           | 77             |
| 2000           | 31             |
| 2001           | 29             |
| 2002           | 23             |
| 2003           | 18             |
| 2004           | 17             |
| 2005           | 24             |
| 2006           | 20             |
| 2007           | 16             |
| 2008           | 12             |
| 2009           | 11             |
| 2010           | 12             |
| 2011           | 10             |
| 2012           | 10             |

## 역 주변
- 야마구치 현도 64호선 하기미스미 선

## 역사
- 1964년 1월 21일 : 국철 산인 본선의 산미 역 - 나가토미스미 역간에 신설 개업. 여객영업만.
- 1987년 4월 1일 : 일본국유철도 분할 민영화에 의해, 서일본 여객철도가 승계.
- 2013년 7월 28일 : 야마구치현 · 시마네현 폭우에 의해 선로가 피해를 입어, 일시 당역을 포함한 마스다역 - 나가토미스미역 간이 운휴.

## 인접 역
| 서일본 여객철도 산인 본선 | 서일본 여객철도 산인 본선 | 서일본 여객철도 산인 본선 |
| ------------------------- | ------------------------- | ------------------------- |
| 산미 마스다 방면          | ■ 산인 본선               | 나가토미스미 하타부 방면  |